# Paul McGuigan (muzician)
Paul McGuigan (n. 9 mai 1971), mai cunoscut după porecla Guigsy, este un muzician englez și unul dintre membrii fondatori ai trupei engleze de rock Oasis. A fost basistul formației din 1991 până în 1999. 